# Tindhólmur
A Tindhólmur egy apró sziget (holm) Feröeren, a Sørvágsfjørður déli oldalán, Vágartól nyugatra. Nevét öt csúcsáról kapta, melyek neve Ytsti, Arni, Lítli, Breiði és Bogdi. A sziget lakatlan, bár található rajta két ház, de ezeket csak nyáron használják. Területe 65 hektár (ezzel a legnagyobb Feröer holmjai közül), legmagasabb pontja 262 m magas.
A Tindhólmur a festők és fotósok legkedveltebb feröeri témái közé tartozik. Bøurból és Gásadalurból is szép kilátás nyílik rá. Tőle nyugatra található még egy apró holm, a Gáshólmur.